# S 5 (fartyg)
S 5 (tidigare Podvizjnyj (Подвижный = rörlig) och Albatros (Албатрос = albatross; varvsnummer: 99) i rysk tjänst) var en ryskbyggd stor torpedbåt av Sokol-klass som övertogs av finska flottan efter frihetskriget. 
År 1944 använde man fartyget som ett skenmål för att försöka lura Sovjetunionen att tro att Väinämöinen var förankrad vid Pellinge, ca 80 km öster om Helsingfors. S 5 sänktes på grunt vatten (så att fartyget ännu befann sig till största delen ovanför vattenytan) och många luftvärnspjäser placerades ut i närheten. De sovjetiska trupperna genomskådade antingen tricket eller la aldrig märke till fartyget, eftersom inga flygstyrkor sändes ut dit.

## Systerfartyg i den finländska flottan

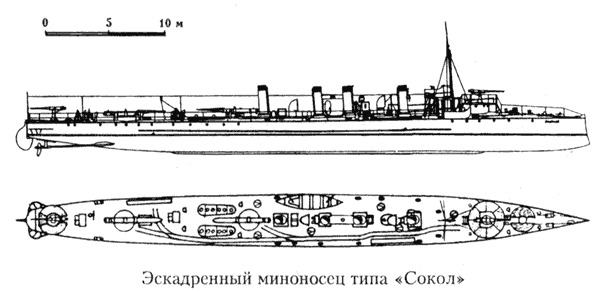
Sokol -klass torpedbåt.

| Namn | Tjänstgöring i den finländska marinen |
| --- | ------------------------------------- |
| torpedbåten S 1 | 1918—1930                             |
| torpedbåten S 2 | 1918—1925 (†)                         |
| torpedbåten S 3 | 1918—1922 (*)                         |
| torpedbåten S 4 | 1918—1922 (*)                         |
| torpedbåten S 5 | 1918—1944                             |
| torpedbåten S 6 | 1918—1922 (*)                         |
| † förliste den 4 oktober 1925 * gavs tillbaka till Sovjetunionen 1922 i enlighet med fredsfördraget i Dorpat (nuvarande Tartu) 1920. |                                       |